# Мяо Фен
Мяо Фен (кит.: 妙峰; піньїнь: Miào Fēng; 1540, Пін'ян (сучасний Ліньфень), Шаньсі — 1613, Утайшань, Шаньсі), мирське ім'я Фуден Сюй (кит.: 福登 續; піньїнь: Fúdēng Xù) — буддистський монах і архітектор.

## Біографія
Народився у бідній родині. Коли йому було 7 років, батьки померли під час голодного лиха. З 12 до 18 років проживав у невизначеному монастирі, звідки потім втік до Пубані (铺板). Поруч із храмом Ваньгу (萬固) просив милостиню і спав просто неба, поки його не помітив принц Шань Інь. Вразившись його характером, той узяв його під своє заступництво і оселив у згаданий храм. Відвідавши священні місця, особливо гору Путо, Мяо Фен осягає відносність світських речей і вирішує присвятити себе релігійному будівництву клятвою спорудити на священних горах Утайшань, Емейшань і Путошань статуї та пагоди на честь трьох бодхісаттв: Пу Сянь, Вень Шу, Ґуаньїнь.
В 1567 році він перебуває в Нанкіне в храмі Дабаоень, де зустрічається з майбутнім другом Хань Шань, який стане потім відомим майстром чань-буддизму, і в автобіографії якого їхня дружба докладно освітлена. Мяо Фен їде в рідну провінцію, потім у 1572 році приїжджає у справах до Пекіна, де знову зустрічає Хань Шань, після чого вони часто мандрували разом. В 1581 році вони переписали Аватамсака сутру своєю кров'ю на золотих платівках і піднесли її в дар імператорці Цишен (慈聖), матері імператора Ваньлі. Потім їх попросили організувати молебень, щоб у імператора народився спадкоємець. І справді, незабаром той народився — Чжу Чанло (朱常络, 1582—1620 рр., він, щоправда, не проправив і місяця після смерті батька) — за що ченці були нагороджені, а також були виділені кошти для будівництва на Утайшань пагоди і відновлення храму Таюань (Тарав). З цього моменту починається подвижництво Мяо Фен в архітектурі.
Його першим будівництвом (профінансовано імператрицею) був храм Хуаянь (華檐) на горі Луя: були відновлені будівлі та споруджена пагода на вершині. Потім Мяо Фен повертається до храму Ваньгу, який відновлює протягом 3 років на прохання Ван Чонгу і прилаштовує пагоду 55 м заввишки 13 поверхів зі склепінчастими вікнами. Наступні 2 роки під керівництвом окружного судді Мяо Фен споруджує міст у 13 арочних мостових прольотів через річку Вей (谓) у провінції Шаньсі. Потім йому довіряють складнішу роботу — стратегічний міст із 23 арочних прольотів через бурхливу річку Ян у провінції Хебей під командуванням намісника Бей Чжилі.
З 1599 року і до своєї смерті Мяо Фен виконує цю юність клятву облаштувати священні гори.